# Il seme dell'odio
Il seme dell'odio (The Wilby Conspiracy) è un film del 1975 prodotto nel Regno Unito e diretto da Ralph Nelson.

## Trama
Un ingegnere minerario aiuta un rivoluzionario nero a fuggire mentre vengono inseguiti da un fanatico poliziotto.